# Alaca Höyük

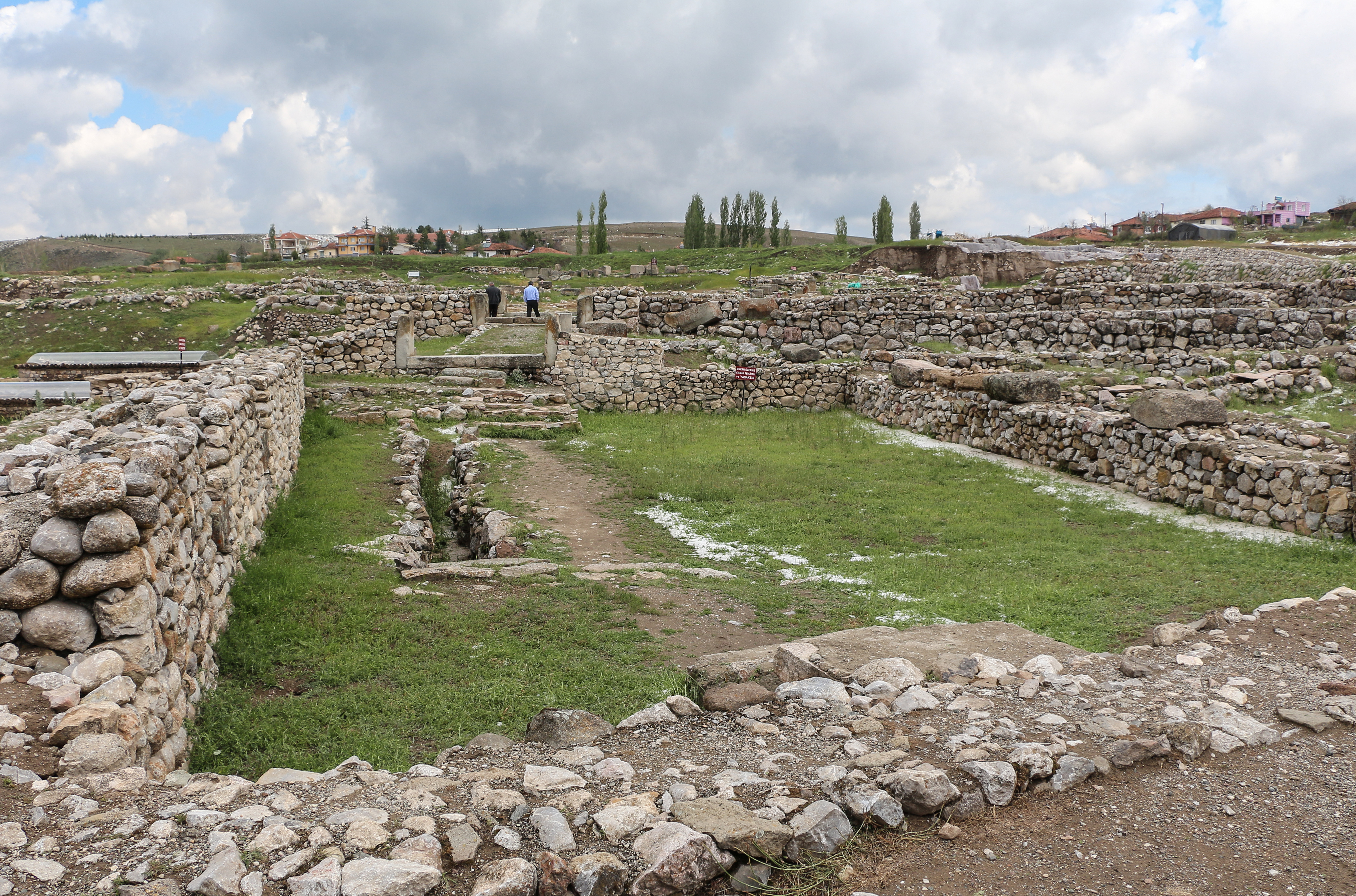
Ruinas en Alaca Höyük.

Alacahöyük o Alaca Höyük es un yacimiento arqueológico hitita, en el distrito de Alaca, en la provincia de Çorum ubicada al norte de Turquía, a 170 km al este de Ankara, la capital. Dista 17 km de Alaca y 51 de Çorum. 
Está situada al noreste de la antigua capital hitita de Bogazköy. Alberga indicios de una construcción hitita encontrada a principios del siglo XX y debajo de esta un cementerio imperial con tumbas que datan de aproximadamente el año 2500 a. C.
Existen pruebas de actividades metalúrgicas de la Edad del Cobre  en forma de pedrería, vasijas y jarras. No obstante, la identidad étnica de los pobladores anteriores a la invención de la escritura es incierta, puede que hayan pertenecido a la población asiática que antecedió a los hititas.
Conocida desde hace mucho tiempo, el yacimiento fue excavado por primera vez en 1907 por el arqueólogo otomano Theodor Makridi Bey, quien realizó dos breves exploraciones durante dos semanas. En 1910, un equipo alemán descubrió las tumbas reales que datan del tercer milenio a.  C., así como una ciudad hitita del segundo milenio a.  C. En 1935, a petición de Mustafa Kemal Atatürk, fue excavado por los arqueólogos turcos Remzi Oğuz Arik y Hamit Koşay. Situado en un butte (höyük en turco),  el sitio se utiliza desde la Edad del Bronce Inicial (IV milenio a.  C.), por el pueblo de los hatianos, según E. Akurgal, y hasta la época  imperial hitita (1450 - 1180 a.  C.).
Su nombre en hitita se desconoce, y existe la siguiente hipótesis: podría tratarse de Arinna, Tawiniya o Zippalanda, un importante centro religioso del imperio hitita.
Salvo por las tumbas del III milenio a.  C., los restos más importantes son las ruinas de una ciudad hitita del segundo milenio antes a.  C., con la puerta de las esfinges que enmarcaba su entrada, un imponente portal de piedra circundado de relieves de piedra. El antiguo nombre de la ciudad no se ha encontrado: se ha propuesto identificarlo como Arinna, o Zippalanda, ciudades religiosas importantes del Imperio hitita. De hecho, los ortostatos encontrados en el lugar representan escenas que describen el curso de un ritual religioso: a la izquierda, el rey y la reina adoran a un toro rodeado de sacerdotes, malabaristas y animales sacrificiales y, a la derecha, puede ser la diosa-sol de Arinna y adoradores (los ortostatos son moldes, los originales están en el Museo de las Civilizaciones de Anatolia de Ankara). Junto a la muralla oriental se encuentra la base de un gran edificio de 20 × 80 m, identificado como un templo en lugar de un palacio (siguiendo las enseñanzas de las excavaciones de Hattusa).

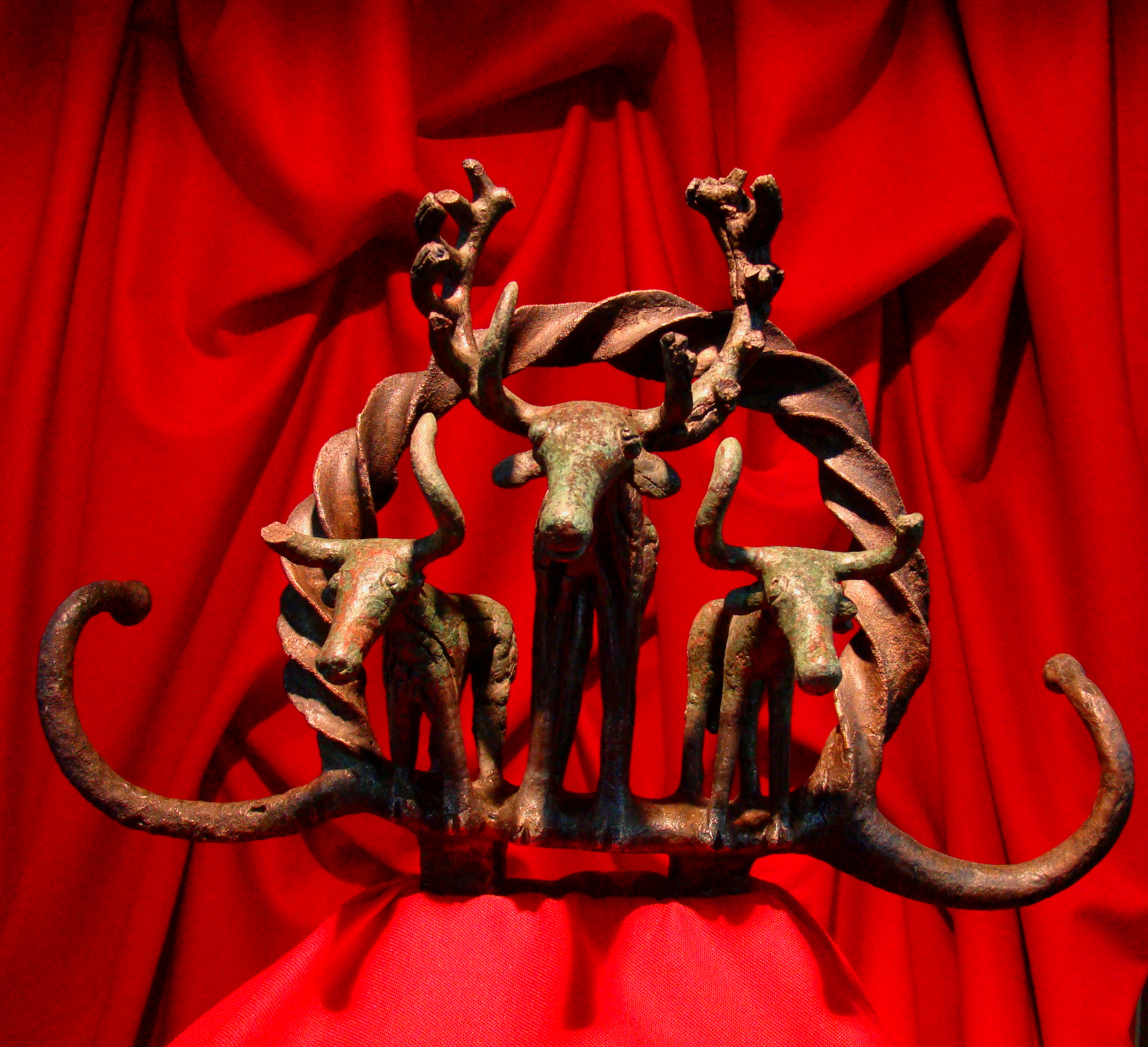
Estandarte zoomorfo proveniente de Alacahöyük.

Entre los artefactos descubiertos principalmente en las tumbas de los culturas anteriores al periodo hitita (quizás el de los hattianos), hay ídolos, amuletos, joyas, tiaras, pulseras, collares, hebillas de cinturón, oro, electro, cobre o bronce. Estos son lo que los especialistas llaman símbolos rituales que datan de la segunda mitad del tercer milenio a.  C., que son los más reseñables. Estos objetos zoomorfos (toros o ciervos sobre pedestales cuyo propósito sigue siendo objeto de debate). Los estandartes están fundidos en cobre, o completamente geométricos con forma de círculos planos, semicírculos o cuadrados están repletos de una red calada de barras transversales, cruces centrales, rayos, esvásticas, etc., demuestran originalidad y dominio de la técnica. Estos objetos, también llamados «estandartes animales» los primeros, y «discos solares» los segundos, son interpretados de dos maneras por dos escuelas de diferentes pensamientos. Para algunos, estos objetos serían cultuales, que representarían a las primeras divinidades de Hatti; el disco solar es una representación de la diosa-sol. Para otros, al haberse encontrado bajo los cráneos de bueyes depositados sobre las tumbas serían adornos de carros, recuerdo de la cultura de las tumbas de carros. Se descubrieron armas de oro, bronce y oro del mismo periodo.
Según Leonard Woolley, las tumbas reales «parecen pertenecer al final de un periodo, marcado por un estrato de destrucción y el incendio de la ciudadela. La cultura que ilustran los objetos de la tumba no continúa en la próxima fase histórica., la de Kültepe». El asentamiento continuó como una comunidad floreciente hasta la Edad del Bronce Final. También hubo una ocupación importante en época frigia.
A finales del verano de 2016, un equipo de arqueólogos dirigido por un profesor de la Universidad de Ankara descubrió un túnel de época hitita de 2300 años de antigüedad, probablemente de «uso sagrado».